# Elenchus butzei
Elenchus butzei är en insektsart som beskrevs av Harry Brailovsky 1981. Elenchus butzei ingår i släktet Elenchus och familjen stritvridvingar. Inga underarter finns listade i Catalogue of Life.